# Jakovlev Jak-7
Jakovlev Jak-7 byl sovětský jednomotorový stíhací dolnoplošník se zatahovacím podvozkem z období druhé světové války.

## Vývoj

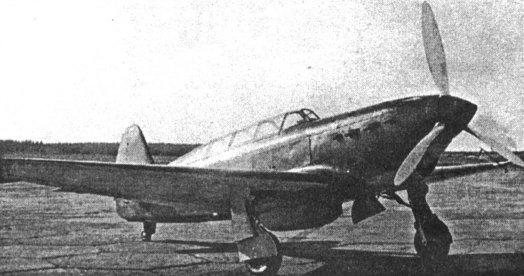
Jakovlev UTI-26.1

Společně s prototypy I-26, ze kterých byla následně vyvinuta série Jak-1, pracovala Jakovlevova konstrukční skupina na dvoumístné variantě UTI-26 pro pokračovací výcvik stíhacích pilotů se zdvojeným řízením. Byl přímo odvozen od prvního prototypu I-26.1 a do jeho konstrukce se promítly také výsledky testů druhého prototypu I-26.2. Práce na UTI-26.1 byly zahájeny 25. ledna 1940, dokončen byl 17. června. Letoun byl poháněn motorem M-105P s vrtulí VIŠ-61P, výzbroj tvořila dvojice kulometů ŠKAS. Kryt kabiny byl prodloužen a vybaven druhou dozadu odsuvnou částí. Křídlo bylo posunuto o 10 cm vzad a boční panely trupu byly prodlouženy až po zadní část druhé pilotní kabiny. Hřbet zadní části trupu byl zvýšen a aerodynamické kryty olejového chladiče pod přídí a glykolového chladiče pod trupem byly překonstruovány. Podnikové zkoušky probíhaly od 23. července do 25. srpna 1940, během nichž stroj pilotoval P. J. Fjodrovi. Státní zkoušky probíhaly ve dvou fázích, od 28. do 30. srpna a 11. až 19. září 1940. Při nich UTI-26.1 testoval P. M. Stěfanovskij a někteří piloti z 11.IAP. Následně byl prototyp přemístěn do Kubinky, kde ve dnech 21. až 25. září podstoupil další kolo hodnocení. 26. září 1940 byl UTI-26.1 vrácen zpět do Jakovlevovy OKB, kde byla na stroji do 10. prosince během 119 zkušebních letů provedena celá řada úprav.
Druhý dvoumístný cvičný stroj prodělal podnikové zkoušky mezi 16. zářím a 12. prosincem 1940. Byl označen jako UTI-26.2, který byl na základě testů prvního prototypu upravován již při výrobě. Podvozek byl zcela překonstruován a zesílen, byla zvětšena plocha křídla a výškových kormidel a úpravou prošlo i ovládání křidélek. Státní zkoušky proběhly mezi 1. lednem a 14. únorem 1941 ve Vědecko-výzkumném institutu sovětského letectva pro letové zkoušky (NII VVS), během nichž stroj testoval pilot A. G. Kubišin. Po dalších zkouškách letových charakteristik v NII VVS byl UTI-26.2, který byl doporučen k sériové výrobě, předán 12. stíhacímu pluku (12.IAP) pro výcvik pilotů a pozemního personálu.

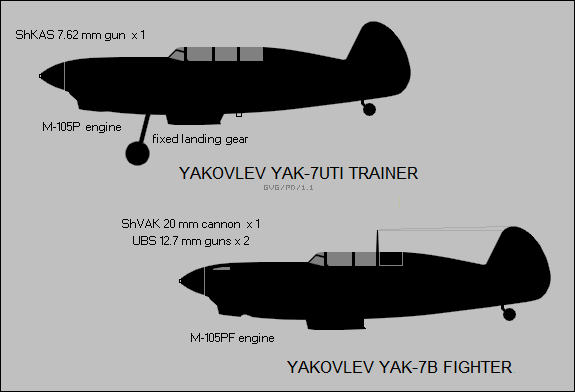
Jakovlev Jak-7UTI a Jak-7B

Letouny UTI-26 posloužily jako základ pro sérii Jak-7UTI, která se od předchůdců lišila pevným ostruhovým kolem a výzbrojí jediným kulometem ŠKAS instalovaným nad motorem. Jeho motor M-105PA, který poháněl vrtuli VIŠ-61P, měl otáčky omezeny na 2350 za minutu, aby se předešlo jeho neustálému přehřívání. 4. března 1941 bylo rozhodnuto o výrobě 600 strojů, která měla začít koncem roku v závodě č. 301, který následně v dubnu zastavil produkci letounů Jak-1. První exemplář (sér. č. 01–02) byl pilotem P. J. Fjodorovým testován 18. května na moskevském Ústředním letišti. Vpád německých jednotek do SSSR ovšem masovou výrobu a plánování v září přerušil, protože závod byl evakuován do Novosibirsku. Zde byla výroba v závodě č. 153 obnovena až v listopadu. Celkem tak bylo vyrobeno pouze 186 kusů, z toho 145 v roce 1941, protože přednost dostala výroba stíhaček. Některé z těchto letounů byly využívány jako rychlé spojovací či pro přepravu vysokých frontových důstojníků. Jiné zase sloužily k řízení dělostřelecké palby v oblasti Gatčiny a během obléhání Leningradu.
Již v srpnu 1941 vybavil závod č. 301 dva Jak-7UTI pro fotografický průzkum. Oba měly zabudované fotokamery AFA-IM a vysílačem RSI-4 Maljutka. Náběžné hrany křídla byly vybaveny sloty, sedadlo pilota a kryt kabiny byly pancéřovány a výzbroj tvořil jeden kanón ŠVAK v ose vrtule. V září se u speciální brigády NII VVS podrobily hodnocení ve frontových podmínkách, jejich výrobě však zabránila prioritní potřeba stíhacích letounů. Tyto dva prototypy bývají označovány jako Jak-7R. Stejné označení se však udává také u 350 kusů letounů Jak-7B s fotokamerou AFA-IM, instalovanou mezi 3. a 4. přepážkou v zadním úseku kabiny, z října 1943.
Vedoucí skupiny Jakovlevovy OKB K. A. Sinělščikov, vyslaný do závodu č. 301 s úkolem dohlížet na organizaci výroby Jaku-7UTI, vypracoval návrh přestavby tohoto dvoumístného cvičného stroje na jednomístný stíhací. Jak-7UTI (04-11) byl vybaven pancéřovou deskou nad zadním sedadlem, samosvornými palivovými nádržemi, třemi vypouštěcími zařízeními pro neřízené střely RS-82 a kanónem ŠVAK v ose vrtule. Hlavňovou výzbroj doplňovaly dva kulomety ŠKAS pod krytem motoru M-105P. Takto upravený letoun obdržel označení Jak-7/M-105P. Jakovlev představil model nadřízeným orgánům, které jej ihned schválily a v srpnu 1941 vydaly dekrety pro jeho výrobu v závodech č. 301 a 153. Z důvodů evakuace výrobního závodu č. 301 a jeho následného sloučení se závodem č. 153 v Novosibirsku bylo v roce 1941 vyrobeno pouze 62 letounů, z toho 51 v září a říjnu závodem č. 301 a 11 v prosinci téhož roku v závodě č. 153. Po testech zkušebního pilota A. N. Lazareva letounu sériového čísla 04-11 v Novosibirsku byl Jak-7/M-105 byl prohlášen za bezpečnější, než jeho předchůdce Jak-1, přestože maximální vzletová hmotnost Jaku-7 vzrostla. Zadní pilotní prostor mohl být využit pro přídavné vybavení, přídavnou palivovou nádrž, nebo jednu či více kamer. Tím se pro letoun otevírala možnost dalšího operačního využití.
Druhou jednomístnou verzi dvoumístného Jaku-7UTI vytvořil v září 1941 tým inženýrů Jakovlevovy OKB (Opytno-konstruktorskoje bjuro), dohlížející v závodě č. 292 na přípravu sériové výroby stíhaček Jak-1. Poškozený Jak-7UTI (05-12) podstoupil sérii oprav a úprav, které byly rozsáhlejší nž konverze Sinělščikova v závodě č. 301. Do draku stroje byla instalována dvanáctiválcová pohonná jednotka M-105PA, ze zadní části kokpitu byla odstraněna sedačka a řízení, které nahradila 80 l palivová nádrž a rozpětí křídla bylo zmenšeno na 9,74 m. Další úpravy mimo jiné spočívaly v montáži slotů na náběžné hrany vnější sekce křídla a přistávacího reflektoru FS-155. Výzbroj byla zesílena na tři kanóny ŠVAK, po dvou u kořene vnějších částí křídla a jedním v ose vrtule. Označení stroje bylo změněno na Jak-7M (modifikovaný). Kvalifikační zkoušky byly zahájeny 5. října 1941 ve Čkalovském (Moskva). Již 16. října došlo k poškození stroje během přistání A. G. Prošakova v Kazani, kdy se zbortila pravá podvozková noha. Po nezbytné opravě testy pokračovaly od 31. října do 27. prosince. Přestože byl model doporučen k výrobě, Stalin formálně zakázal zavádění jakýchkoli technologických inovací do výroby minimálně do chvíle, než se vojenská situace obrátí ve prospěch sovětských jednotek. Navíc byl závod č. 153 připraven na sériovou výrobu stíhacích strojů Jak-7.
V srpnu 1941 Jakovlev experimentálně vyzkoušel zástavbu silnějšího, vzduchem chlazeného hvězdicového motoru Švecov M-82A do draku Jak-7, odebraného přímo z výrobní linky. Celá přední část byla přepracována pro instalaci nového motoru o větším průměru s vrtulí AV-5L-127 opatřenou kuželem. Dále byl upraven kryt motoru typu NACA s prstencem nastavitelných klapek a upraveno bylo rovněž křídlo s vyztuženým potahem o menší ploše a zvětšenými křidélky. Konstrukce zadní části trupu byla upravena zmenšením přepážek a za pilotní kabinu byla umístěna palivová nádrž o objemu 80 l. Výzbroj byla složena ze dvou kanónů ŠVAK v křídle a dvojice kulometů UBS po stranách trupu. V případě tohoto prototypu značeného Jak-7/M-82A, na kterém byla provedena celá řada dalších úprav, se v podstatě jednalo o zcela nový letoun. Stavba byla zahájena v srpnu, jejíž dokončení proběhlo až v prosinci 1941 po evakuaci závodu do Novosibirsku. Tovární zkoušky proběhly od 23. ledna do 13. května 1942 během 17 letů P. I. Fjodrova, během nichž byly spotřebovány tři pohonné jednotky M-82A. Celý program byl pro vysokou poruchovost 24. května ukončen a prototyp předán experimentální dílně, kde prodělal rozsáhlé úpravy.
Počátkem roku 1942, kdy byl k dispozici náporový motor DM-4S Merkulovovy konstrukce, došlo k instalaci dvou těchto pohonných jednotek pod vnější části křídla prototypu UTI-26.2. Letoun, který si vyzkoušeli piloti 12. stíhacího pluku, byl označen UTI-26PVRD (také UTI-26.2/2DM-4S). Těžiště stroje se však posunulo příliš dopředu a instalace trpěla vibracemi, čímž docházelo k praskání palivového potrubí. Celý program byl proto urychleně zastaven.
Označení Jak-7A/M-105PA bylo přiděleno letounům vyráběným závodem č. 153 od ledna 1942. Na doporučení CAGI a NII VVS bylo postupně zavedeno několik úprav, kterými došlo k vylepšení typu od 14. série dále. Například od 31. stroje 15. série nahradilo mechanické zásobování municí pneumatické, od 16. série nahradily elektrické ukazatele množství paliva mechanické, od 31. stroje 16. série se instalovala radiostanice RSI-4 a RSI-3 Orel atd. První Jak-7A vyrobený závodem č. 153 (14-11) byl zkoušen od 16. ledna do 22. února jak s podvozkem kolovým, tak i lyžovým. Celkem bylo postaveno 277 strojů, z nichž 13 v období leden-únor a dalších 264 do května 1942.

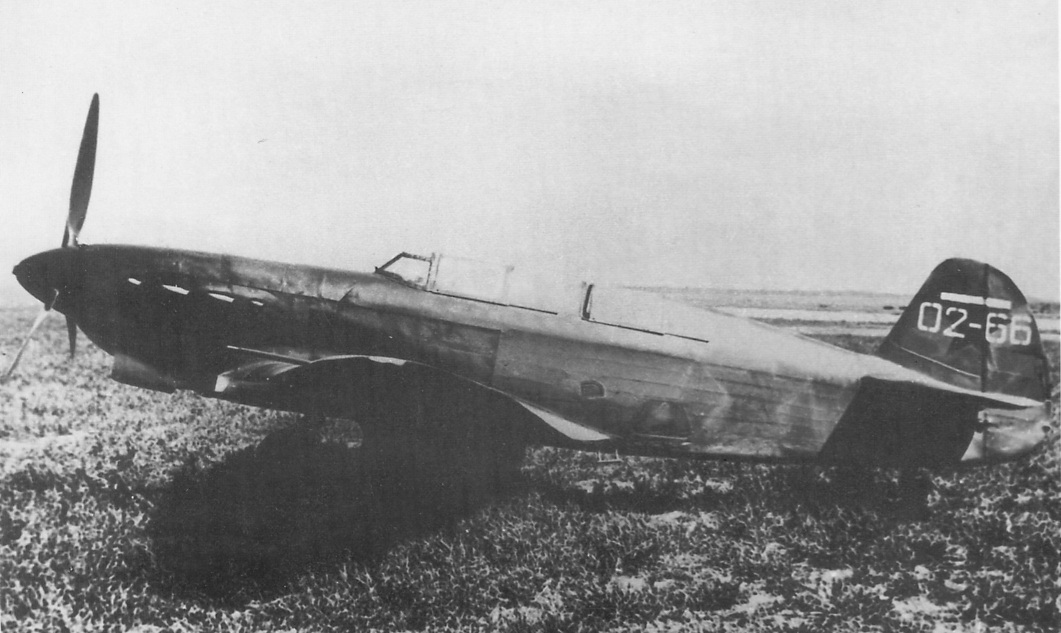
Jak-7V

Po evakuaci závodů na východ se výroba strojů Jak-7UTI dočasně zastavila z důvodů naléhavé potřeby jednomístných stíhaček. Vzhledem k stálému zájmu sovětského letectva o tento druh techniky byly počátkem roku 1942 zahájeny studie nové varianty. Kvůli zjednodušení výroby, odlehčení draku a současnému zvýšení produkce byl typ vybaven pevným podvozkem. Tuto inovaci navrhl vedoucí brigády speciální konstrukční kanceláře (SKB) Čerenko, který se s ní 5. srpna 1941 svěřil nadřízeným orgánům. Návrh byl přijat a mechanismus pro zatahování podvozku byl odstraněn společně s hlavňovou výzbrojí. Konstrukce byla celkově zjednodušena a odlehčena. Podvozkové šachty byly zakryty, tlumiče vyztuženy a do zadní kabiny instruktora byla namontována ruční brzda. Kyslíkové vybavení bylo odstraněno a palubní přístroje byly zredukovány na nejnutnější minimum. Prototyp Jak-7V (18-40) absolvoval v Novosibirsku v období mezi 18. únorem a 24. březnem 1942 celkem 23 podnikových a státních zkušebních letů. Na testech se podílel P. I. Fjodrovi a několik podnikových zkušebních pilotů, dále letci z NII VVS a rovněž piloti 19. a 20.ZAP (záložní letecký pluk). Verze byla sériově vyráběna s motory M-105PA a M-105PF od května 1942 do prosince 1943.
V úzké spolupráci se všemi konstrukčními týmy byl v CAGI proveden výzkum vylepšení Jaku-7, jehož výsledkem bylo doporučení zvýšit jeho palebnou sílu. Dva kulomety ŠKAS v přídi byly nahrazeny dvojicí UBS doplněné kanónem ŠVAK v ose vrtule. Pod křídlem mohlo být zavěšeno šest raket RS-82 nebo dvě pumy ráže 25 až 100 kg. Nová varianta nesla označení Jak-7B. Další úpravy spočívaly v rozšíření a aerodynamickém zjemnění chladičů oleje a glykolu motoru M-105PA. Celkově se rovněž zlepšilo dílenské zpracování celého letounu. Jak-7B (14-13), pilotovaný A. G. Kočetkovem NII VVS a N. S. Ribkem ze Zkušebního leteckého ústavu lidového komisariátu leteckého průmyslu (LII NKAP), absolvoval ve dnech 28. ledna až 5. února 1942 na letišti závodu č. 153 celkem 27 zkušebních letů. Státní výbor obrany po prostudování zpráv odsouhlasilo od dubna 1942 zahájení výroby, kde měly nahradit dosavadní Jak-7A.
Od 22. výrobní série byly do draků Jaků-7B instalovány výkonnější motory Klimov M-105PF se zvýšeným plnicím tlakem na výstupu z kompresoru. Nové letouny byly rovněž konstrukčně odlehčeny o 30 kg. Při zkouškách exempláře 22-41 s piloty Fjodorovým a A. N. Lazarevem mezi 30. květnem a 9. červnem 1942 bylo zjištěno zvýšení rychlosti o 29 km/h ve výšce 2800 m a o 35 km/h na hranici výškovosti motoru (3860 m). Nad touto letovou hladinou byly rychlosti Jaku-7 s motorem M-105PA a PF podobné. Výrobní program strojů Jak-7/M-105PF byl přidělen závodu č. 153, který je stavěl do prosince 1943 v 22. až 50. sérii a závodu č. 82 v Moskvě, kde byly až do července 1944 vyrobeny 1. až 28. série. Celkem bylo vyrobeno 5120 letounů Jak-7 s motorem M-105PF. Poprvé byly nasazeny nad Stalingradem v srpnu 1942.
Některé série byly dodány jednotkám PVO s radiokompasem RPK-10, instalovaným v zadním proskleném úseku kabiny. Do levé poloviny křídla byl namontován přistávací světlomet FS-155, stejně jako elektrický indikátor polohy podvozku. Tato subvarianta nesla označení Jak-7B/MPVO s průměrnou produkcí 20 kusů za měsíc.
V roce 1942 bylo upraveno 22 letounů Jak-7 pro zástavbu rozměrného kanónu MPŠ-37 ráže 37 mm. Posunutím pilotní kabiny o 40 cm vzad, jejíž zadní úsek byl zrušen, vznikl prostor pro instalaci této zbraně B. G. Špitalného mezi dvě řady válců motoru M-105PA. Pod motorovým krytem se nacházely ještě dva těžké synchronizované kulomety UBS. Náběžné hrany křídla, zkráceného na rozpětí 9,74 m, byly vybaveny automatickými sloty a přistávacím reflektorem. Ostruhové kolo bylo vybaveno větší pneumatikou, zadní část krytu kabiny byla zešikmena. Závod č. 153 dokončil prototyp kanónové stíhačky Jak-7-37 10. dubna 1942. Během podnikových a státních zkoušek, konaných od 15. dubna do 10. května 1942, usedal do jeho pilotního prostoru opět P. I. Fjodrovi. Dalších 21 letounů bylo vybaveno spolehlivějším kanónem NS-37 konstruktérů Nudelmana a Suranova, nebyly ale vybaveny sloty na křídle. Jak-7-37 byly dodány 42.IAP. Při předvádění maršálu Vorošilovovi vzlétly čtyři letouny, z nichž dvěma se nepodařilo zatáhnout podvozek a kanóny dalších dvou přestaly velmi rychle fungovat. Při přistávání se navíc zlomil podvozek na stroji velitele pluku Šinkarenka. Později však piloti této jednotky dokázali během dvanácti leteckých soubojů sestřelit osm letounů Messerschmitt Bf 109, jeden Focke-Wulf Fw 190 a jeden Henschel Hs 129.
Prototyp Jak-7D byl prvním krokem na cestě k vytvoření nové rodiny stíhaček Jak-9. Jeho křídlo smíšené konstrukce bylo kompletně překonstruováno společně se závěsy křidélek a klapek. Kapacita palivových nádrží byla zvětšena, což letounu umožnilo prodloužení doletu na 2285 km. Rovněž došlo na zvětšení olejové nádrže, výzbroj byla redukována na jeden kanón v ose vrtule. Podnikové zkoušky Jak-7D absolvoval mezi 3. a 16. červnem 1942 a to jak v jednomístné tak dvoumístné konfiguraci. Po nich se vrátil zpět do mateřského závodu k plánovaným úpravám v rámci programu Jak-7DI.

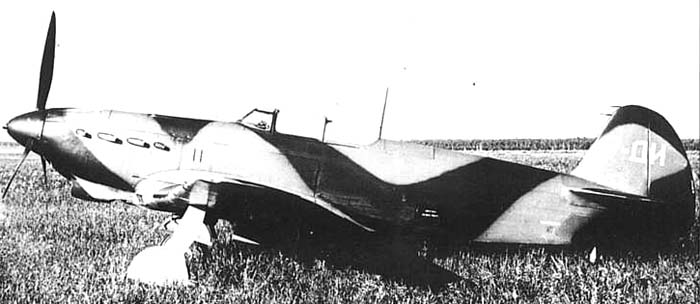
Prototyp dálkové stíhačky Jakovlev Jak-7DI během zkoušek

Křídlo s kovovými nosníky, podobné jako u Jaku-7D, které umožnily instalovat zvětšené palivové nádrže obdržela varianta Jak-7DI. Upraven byl také kryt kabiny, který vyčníval z obrysu hřbetu, aby se zlepšil výhled pilota dozadu. Pohon zajišťoval motor M-105PF, ocasní část pocházela z letounu Jak-7D. Výzbroj sestávala z kanónu v ose vrtule, pod kapotou motoru se nacházel synchronizovaný kulomet UBS se zásobou 200 nábojů. Prototyp byl dokončen 25. června 1942 a následující den začaly jeho podnikové zkoušky, které trvaly do 16. července. Po třinácti letech následovaly ve dnech 18. července až 15. srpna státní zkoušky, při nichž letoun pilotoval K.A. Gruzděv. Přestože byl vyroben jediný Jak-7DI, dal vzniknout řadě Jak-9.
Jako výšková přepadová stíhačka, zejména proti průzkumným letounům Junkers Ju 86R, byl zkonstruován prototyp Jak-7PD. Za základ posloužil drak letounu Jak-7B (22-05), do kterého byl zabudován motor M-105PD s kompresorem Dolležal E-100. Z důvodů úspory hmotnosti nesl Jak-7PD pouze jeden kanón, střílející dutou hřídelí vrtule. Zkoušky proběhly v NII VVS mezi 17. a 23. zářím 1942. Pilotem byl A. G. Prošakov, který měl námitky proti nespolehlivému motoru a jeho přílišným vibracím. Následně prototyp podstoupil 50 hodinový zkušební program v LII NKAP.
Dalším prototypem se stal v roce 1943 Jak-7P (pušečnyj), vzešlý ze studie hlavního inženýra 1. letecké armády P. A. Něvického, věnovaná zvýšení palebné síly stíhaček Jakovlev. Trup pocházel z havarovaného stroje Jak-7B (46-13), který byl u 281. samostatné letecké dílny vybaven křídlem z dalšího poškozeného Jaku-7B. Za pohonnou jednotku byl zvolen zgenerálkovaný motor M-105PF, ostatní vybavení pocházelo z dalších poškozených Jaků. Letoun byl vyzbrojen třemi kanóny ŠVAK. Testů tohoto hybridu se osobně účastnil i A. S. Jakovlev, který tento typ vybavení použil u strojů verzí Jak-3UTI a Jak-3P v roce 1944, respektive 1945. Jediný Jak-7P po několika úpravách podstoupil sérii operačních zkoušek u jedné z jednotek 1. letecké armády.
V rámci vývoje výškových stíhaček Jak otestovalo LII dva stroje Jak-7B se hřbetem za kabinou, které byly vybaveny přetlakovým kokpitem z hliníkových slitin podle Ščerbakovova návrhu. Tyto přetlakové kabiny pracovaly na principu regenerace vzduchu prostřednictvím motorem poháněného kompresoru. Tyto dva letouny zmiňované jako Jak-7GK byly zkoušeny v letech 1943 a 1944.
Úpravy Jaku-7B nařízené majorem Šinkarenkem a provedené pozemním personálem jeho jednotky, představovaly odstranění hřbetu trupu a instalace překrytu kabiny s výhledem do všech stran. Zatímco byl Šinkarenkův překryt velmi hranatý, měly kryty u sériově vyráběných letounů mnohem oblejší tvar a zadní část trupu za kabinou byla snížena ještě více. Tvar kanálu pro přívod vzduchu k chladiči oleje byl aerodynamicky vylepšen. V roce 1943 byl testován první stroj (31-01) s těmito úpravami a systémem radiostanice kompletně instalovaným v trupu. Křídlo a náběžné hrany ocasních ploch byly hladké a vyleštěné. Zkoušely se rovněž dva typy výfuku, s osmi rourami v OKB a s 12 v NII VVS.
Z rozhodnutí LII NKAP bylo v březnu roku 1944 pokračováno ve zkouškách náporových motorů na dvou letounech Jak-7B/M-105PF se hřbetem za kabinou. Tyto stroje značené Jak-7PVRD (nebo Jak-7B/2DM-4S) byly považovány pouze za létající stendy. Jak-7B byl vybrán jednak pro svou stabilitu a obratnost a rovněž pro možnost nést v zadním pilotním prostoru zkušebního technika. Proto byl překryt aerodynamickým duralovým krytem se třemi malými obdélníkovými okénky po stranách. Program byl zahájen 24. března, zkoušky započaly 15. května a trvaly do 12. prosince 1944. Poté byla tato konfigurace označena za neperspektivní a testy byly ukončeny. První let provedl S. N. Anochin z LII NKAP.
Posledním prototypem na bázi Jaku-7 byl letoun opatřený v srpnu 1944 křídlem s laminárním profilem. Hlavním iniciátorem této konverze označené Jak-7L byl inženýr G. P. Sviščov z CAGI. Testy stroje prokázaly nárůst rychlosti až o 20 km/h.

## Specifikace (Jak-7B)

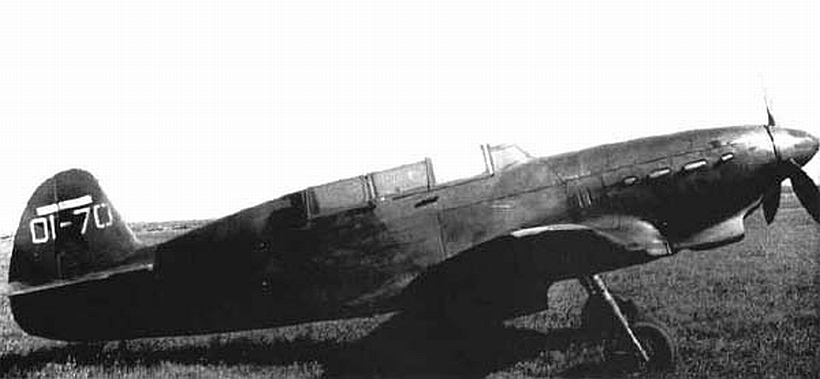
Jakovlev Jak-7V

Údaje podle

### Technické údaje
- Osádka: 1
- Rozpětí: 10,00 m
- Délka: 8,47 m
- Výška: 2,75 m
- Nosná plocha: 17,15 m²
- Hmotnost prázdného letounu: 2 480 kg
- Vzletová hmotnost: 330 kg
- Pohonná jednotka:

### Výkony
- Maximální rychlost: 593 km/h
- Čas výstupu na 5000 m: 5,7 min
- Dostup: 9 900 m
- Dolet: 820 km

### Výzbroj
- 1 × 20 mm (0.787 in) kanon ŠVAK
- 2 × kulomet ŠKAS ráže 7,62 mm (0.300 in). Pozdější modely jako "B", používaly dva kulomety Berezin UB ráže 12,7mm.